# Пиперијес
Пиперијес (грч. Πιπεριές) је насељено место у општини Меглен у периферији Средишња Македонија, Грчка. Према попису из 2021. године било је 447 становника.
Према бугарском географу и историчару, Василу Канчову, у Пиперијесу је 1900. године живело 700 Турака. Године 1924. турско становништво је принудно исељено у Турску а на њихово место су насељене грчке и караманлијске избегличке породице из Турске и 12 словенских породица из Пожарског. На попису из 1991. године Пиперијес је имао 542 становника, од чега 14 словенских, а остале грчке и караманлијске породице. Село се раније звало Биџова Махала.